# Jean Casimir-Perier
Jean Casimir-Perier (ur. 8 listopada 1847 w Paryżu, zm. 11 marca 1907 tamże) – francuski polityk, prezydent Francji w latach 1894–1895.
Był synem polityka, byłego ministra spraw wewnętrznych, i wnukiem ministra monarchii lipcowej Casimira Pierre’a Periera. Służył jako oficer w Gwardii Narodowej podczas wojny z Prusami (1870–1871). W 1876 roku wybrany do Izby Deputowanych z ramienia lewicowych republikanów z departamentu Aube. W latach 1877 i 1878 był podsekretarzem stanu. W latach 1890–1892 wiceprzewodniczący, a w 1893 roku przewodniczący Izby. W grudniu 1893 roku objął funkcję premiera, ale ustąpił po pół roku w obliczu terroryzmu anarchistycznego oraz skomplikowanej problematyki stosunków państwo-Kościół. W swej polityce był przeciwnikiem oddzielenia Kościoła od państwa. Powrócił na stanowisko przewodniczącego Izby Deputowanych.
27 czerwca 1894 r., po zabójstwie prezydenta Sadi Carnota, został wybrany na jego następcę; także z tego stanowiska szybko ustąpił (16 stycznia 1895), niezdolny do współpracy z gabinetem premiera Charles’a Dupuya i ostro atakowany przez socjalistów w związku z aferą Dreyfusa.